# Université d’Angers
Université d’Angers – francuski uniwersytet publiczny mający swoją siedzibę w mieście Angers. Obecnie na uczelni studiuje ponad 18 000 studentów wszystkich wydziałów i kierunków wspartych liczącą ponad 2 800 osób, kadrą naukową. Uniwersytet specjalizuje się w kształceniu studentów w kierunkach: medycyny oraz historii.
Pierwsza uczelnia w Angers została otwarta w 1356 roku jednakże w 1791 roku uniwersytet został zamknięty a później zburzony. Dopiero w 1971 roku uniwersytet w Angers został na nowo otwarty, jako jedna z uczelni powstałych w ramach reformy oświaty wyższej która dokonała się w 1968 roku.

## Wydziały
Uniwersytet dzieli się na następujące wydziały i departamenty.
- Wydział Historii i Ekonomii
- Wydział Lingwistyki, Literatury oraz Nauk Humanistycznych
- Wydział Medycyny
- Wydział Farmaceutyki
- Wydział Nauk Ścisłych i Przyrodniczych
- Wydział Matematyki
- Wydział Informatyki
- Wydział Technologii

## Sprawozdania
- Liliana Sadowska, Izabela Taraszczuk: Trinationale Studentenbegegnung. Deutsch lernen - Deutsch lehren im Loire-Tal (Trójstronne spotkanie studenckie. Akwizycja a nauczanie języka niemieckiego w Dolinie Loary, sprawozdanie z polsko-francusko-niemieckiego kolokwium studenckiego, zorg. w dn. 4-9 listopada 2008 r. przez Uniwersytet Zielonogórski, Universität Vechta i Université d’Angers w Angers). [W:] „Schlesien heute”, nr 4/2009, s. 38. ISSN 1436-5022 48147.
- Liliana Sadowska, Izabela Taraszczuk: XVIII trilateralne kolokwium studenckie w Angers (Départament Maine-et-Loire): Dlaczego i jak uczymy się języka niemieckiego? [W:] „Uniwersytet Zielonogórski”, nr 2/2009, s. 30-31. ISSN 1644-7867.